# ماكينزي (تينيسي)
ماكينزي (بالإنجليزية: McKenzie, Tennessee) هي مدينة تقع بولاية تينيسي في وسط شرق الولايات المتحدة. تبلغ مساحة هذه المدينة 14.3 (كم²)، وترتفع عن سطح البحر 150 م، بلغ عدد سكانها 5310 نسمة في عام 2010 حسب إحصاء مكتب تعداد الولايات المتحدة وتصل الكثافة السكانية فيها نسمة/كم2.

## التركيبة السكانية
حدّد مكتب تعداد الولايات المتحدة بيانات التركيبة السكانية لماكينزي في تعداد الولايات المتحدة. في ما يلي، التركيبة السكانية حسب تعدادي 2000 و2010.

### تعداد عام 2000
بلغ عدد سكان ماكينزي 5,295 نسمة بحسب تعداد عام 2000، وبلغ عدد الأسر 2,131 أسرة وعدد العائلات 1,413 عائلة مقيمة في المدينة. في حين سجلت الكثافة السكانية 323.5 نسمة لكل كيلومتر مربع (837.9/ميل2). وبلغ عدد الوحدات السكنية 2,382 وحدة بمتوسط كثافة قدره 145.5 لكل كيلومتر مربع (376.8/ميل2).
وتوزع التركيب العرقي للمدينة بنسبة 82.80% من البيض و14.24% من الأمريكيين الأفارقة و0.11% من الأمريكيين الأصليين و0.34% من الأمريكيين ذوي الأصول الآسيوية و0.02% من سكان جزر المحيط الهادئ و0.79% من الأعراق الأخرى و1.70% من عرقين مختلطين أو أكثر و2.15% من الهسبانيون أو اللاتينيون من أي عرق.
بلغ عدد الأسر 2,131 أسرة كانت نسبة 31.6% منها لديها أطفال تحت سن الثامنة عشر تعيش معهم، وبلغت نسبة الأزواج القاطنين مع بعضهم البعض 47.4% من أصل المجموع الكلي للأسر، ونسبة 15.6% من الأسر كان لديها معيلات من الإناث دون وجود شريك، بينما كانت نسبة 3.3% من الأسر لديها معيلون من الذكور دون وجود شريكة وكانت نسبة 33.7% من غير العائلات. تألفت نسبة 29.8% من أصل جميع الأسر من عدة أفراد يعيشون في نفس المنزل ونسبة 14.6% كانت تتألف من شخص يعيش بمفرده يبلغ من العمر 65 عاماً أو أكثر. وبلغ متوسط حجم الأسرة المعيشية 2.31، أما متوسط حجم العائلات فبلغ 2.85.
بلغ العمر الوسطي للسكان 37.8 عاماً. وكانت نسبة 21.8% من القاطنين تحت سن الثامنة عشر، وكانت نسبة 8.2% بين الثامنة عشر والرابعة والعشرين عاماً، ونسبة 23.6% كانت واقعةً في الفئة العمرية ما بين الخامسة والعشرين والرابعة والأربعين عاماً، ونسبة 22.6% كانت ما بين الخامسة والأربعين والرابعة والستين، ونسبة 16.7% كانت ضمن فئة الخامسة والستين عاماً فما فوق. يوجد لكل 100 أنثى 87.2 ذكر، ويوجد لكل 100 أنثى في الثامنة عشر من عمرها فما فوق 83.5 ذكر.
بلغ متوسط دخل الأسرة في المدينة 28,319 دولارًا، أما متوسط دخل العائلة فبلغ 34,322 دولارًا. وكان متوسط دخل الذكور 26,038 دولارًا مقابل 19,090 دولارًا للإناث. وسجل دخل الفرد الخاص بالمدينة 18,723 دولارًا. وكانت نسبة 10.4% من العائلات ونسبة 13.4% من السكان تحت خط الفقر، وكان من هؤلاء نسبة 19.1% تحت سن الثامنة عشر ونسبة 9.9% في الخامسة والستين من العمر وما فوق.

### تعداد عام 2010
بلغ عدد سكان ماكينزي 5,310 نسمة بحسب تعداد عام 2010، وبلغ عدد الأسر 2,040 أسرة وعدد العائلات 1,248 عائلة مقيمة في المدينة. في حين سجلت الكثافة السكانية 324.4 نسمة لكل كيلومتر مربع (840.2/ميل2). وبلغ عدد الوحدات السكنية 2,371 وحدة بمتوسط كثافة قدره 144.8 لكل كيلومتر مربع (375.0/ميل2).
وتوزع التركيب العرقي للمدينة بنسبة 80.30% من البيض و15.73% من الأمريكيين الأفارقة و0.28% من الأمريكيين الأصليين و0.32% من الأمريكيين ذوي الأصول الآسيوية و0.09% من سكان جزر المحيط الهادئ و1.26% من الأعراق الأخرى و2.02% من عرقين مختلطين أو أكثر و3.30% من الهسبانيون أو اللاتينيون من أي عرق.
بلغ عدد الأسر 2,040 أسرة كانت نسبة 27.5% منها لديها أطفال تحت سن الثامنة عشر تعيش معهم، وبلغت نسبة الأزواج القاطنين مع بعضهم البعض 40.4% من أصل المجموع الكلي للأسر، ونسبة 16.3% من الأسر كان لديها معيلات من الإناث دون وجود شريك، بينما كانت نسبة 4.4% من الأسر لديها معيلون من الذكور دون وجود شريكة وكانت نسبة 38.8% من غير العائلات. تألفت نسبة 32.5% من أصل جميع الأسر من عدة أفراد يعيشون في نفس المنزل ونسبة 13.5% كانت تتألف من شخص يعيش بمفرده يبلغ من العمر 65 عاماً أو أكثر. وبلغ متوسط حجم الأسرة المعيشية 2.27، أما متوسط حجم العائلات فبلغ 2.84.
بلغ العمر الوسطي للسكان 36.7 عاماً. وكانت نسبة 19% من القاطنين تحت سن الثامنة عشر، وكانت نسبة 18.1% بين الثامنة عشر والرابعة والعشرين عاماً، ونسبة 21.3% كانت واقعةً في الفئة العمرية ما بين الخامسة والعشرين والرابعة والأربعين عاماً، ونسبة 23.6% كانت ما بين الخامسة والأربعين والرابعة والستين، ونسبة 17.9% كانت ضمن فئة الخامسة والستين عاماً فما فوق. وتوزع التركيب الجنسي للسكان بنسبة 48.2% ذكور و51.8% إناث.

## وصلات خارجية
- http://ci.mckenzie.tn.us/ نسخة محفوظة 1 يوليو 2012 على موقع واي باك مشين.
- The US50 - Cities and Towns in Tennessee State